# (39389) 4191 P-L
4191 P-L (asteroide 39389) é um asteroide da cintura principal. Possui uma excentricidade de 0.05159920 e uma inclinação de 15.26052º.
Este asteroide foi descoberto no dia 24 de setembro de 1960 por Cornelis Johannes van Houten e Ingrid van Houten-Groeneveld e Tom Gehrels em Palomar.